# Giuseppe Murnigotti
Giuseppe Murnigotti (1834, Martinengo – 1903, Nice) byl italský vynálezce. Je znám jako vynálezce motocyklu. Kromě toho je autorem pěti patentů, několika architektonických projektů a projektu na prohloubení Suezského průplavu.